# Сборная Тайваня по регби
Сборная Тайваня по регби (кит. 中華台北橄欖球代表隊) представляет Китайский Тайбэй (Тайвань) в международных матчах по регби-15 высшего уровня. Сборная пыталась пройти отбор на чемпионат мира с кампании 1999 года, однако пока регбистам не удавалось выйти в финальную стадию.

## История
Команда Китайской Республики выступает под официальным названием «Китайский Тайбэй» по политическим причинам: Китайская Народная Республика согласилась на спортивную автономию Китайской Республики только при условии использования этого названия.
В рамках отбора к кубку мира 1999 года Тайвань возглавил свою группу во втором квалификационном раунде. Команде удалось обыграть как Шри-Ланку, так и Малайзию. Тайвань вышел в третий раунд, где обыграл Гонконг, но в итоге команда так и не прошла в финальную часть.
В июле 2002 года сборная потерпела сокрушительное поражение от японцев (3:155). В мае того же года Парагвай проиграл Аргентине со счётом 0:152. В обоих матчах зафиксирована одинаковая разница очков между выигравшей и проигравшей командой. При этом Тайваню удалось набрать очки.
Квалификация к мировому первенству 2003 года началась для сборной достаточно удачно. Команда выиграла свою группу в первом раунде квалификационного турнира. Во втором раунде Тайвань встретился с Гонконгом и Китаем. Коллектив выиграл обе встречи и вновь оказался на первом месте. В третьем раунде, однако, регбисты уступили как Японии, так и Южной Корее, потеряв шансы на общий успех.

## Результаты

### Чемпионат мира
- 1987: не приглашены
- 1991: не участвовали
- 1995: не участвовали
- 1999: не прошли отбор
- 2003: не прошли отбор
- 2007: не прошли отбор
- 2011: не прошли отбор
- 2015: не прошли отбор
- 2019: не прошли отбор

### Общие
По состоянию на 18 июня 2013 года.
| Соперник         | Матчи | Победы | Поражения | Ничьи | Доля побед |
| ---------------- | ----- | ------ | --------- | ----- | ---------- |
| Арабский залив   | 2     | 0      | 2         | 0     | 0 %        |
| Гонконг          | 16    | 4      | 11        | 1     | 25 %       |
| Индия            | 1     | 1      | 0         | 0     | 100 %      |
| Иран             | 1     | 1      | 0         | 0     | 100 %      |
| Казахстан        | 2     | 2      | 0         | 0     | 100 %      |
| Китай            | 2     | 1      | 1         | 0     | 50 %       |
| Малайзия         | 5     | 4      | 1         | 0     | 80 %       |
| Пакистан         | 1     | 1      | 0         | 0     | 100 %      |
| Сингапур         | 8     | 4      | 3         | 1     | 50 %       |
| Таиланд          | 4     | 4      | 0         | 0     | 100 %      |
| Филиппины        | 1     | 0      | 1         | 0     | 0 %        |
| Шри-Ланка        | 10    | 6      | 4         | 0     | 60 %       |
| Республика Корея | 11    | 0      | 11        | 0     | 0 %        |
| Япония           | 8     | 0      | 8         | 0     | 0 %        |
| Всего            | 72    | 28     | 42        | 2     | 39 %       |